# Soyuz 7K-OKS

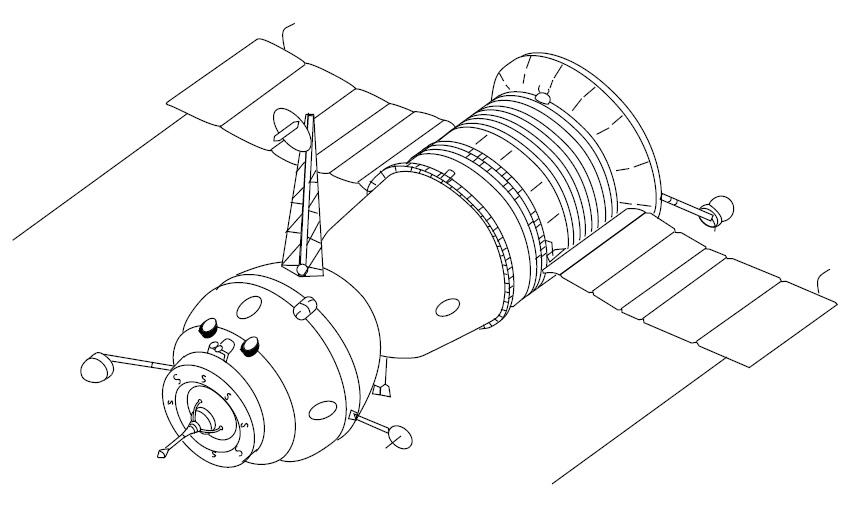
Diagrama de una nave Soyuz 7K-OKS.

Soyuz 7K-OKS, también denominada Soyuz 7KT-OK, fue el nombre de un tipo de cápsula espacial soviética tripulada consistente en una variación de la Soyuz 7K-OK diseñada por Koroliov. Fue pensada para realizar acoplamientos con estaciones espaciales. Para ello se la dotó de un sistema de atraque ligero y un túnel para transferir tripulación.

## Especificaciones
- Tripulación: 3
- Longitud: 7,94 m
- Diámetro máximo: 2,72 m
- Envergadura: 9,8 m
- Volumen habitable: 9 m³
- Masa: 6790 kg
- Propelente: ácido nítrico/hidracina
- Impulso específico: 282 s
- Delta V total: 210 m/s
- Potencia eléctrica: 0,5 kW

## Misiones
- Soyuz 10
- Soyuz 11